# Kylie
Kylie е дебютният студиен албум на австралийската певица Кайли Миноуг. Той е издаден на 4 юли 1988 година. Миноуг започва работа по албума през 1987 – 1988 г. с известни композитори и продуценти.

## История
След излизането си албумът достигна второ място в Австралия и първо във Великобритания, Нова Зеландия и Япония. Първият сингъл на албума „I Should Be So Lucky“ е хит – на първото място в няколко страни. Албумът достига до първо място във Великобритания и други класации и са продадени 2,1 милиона копия във Великобритания. Албумът е продаден в 5 милиона копия по целия свят.

## Сингли
- „I Should Be So Lucky“ е издаден през декември 1987 г. Той достига първо място в Австралия, Ирландия, Великобритания и други страни. Песента е пусната в САЩ и достига номер двайсет и осем в Billboard Hot 100.

- „Got to Be Certain“ е издаден през май 1988 година. Той достига първо място в Австралия, Белгия и Финландия, и достига номер две във Великобритания и номер шест в Ирландия. Този сингъл не е издаден в САЩ.

- „Je Ne Sais Pas Pourquoi“ е издаден през октомври 1988 година. Той достига номер две във Великобритания и Ирландия. Този сингъл не е издаден в Австралия.

- „It's No Secret“ е издаден през декември 1988 година. Той достига номер 47 в Нова Зеландия и номер 37 в Великобритания. Този сингъл не е издаден в Австралия и Великобритания.

- „Turn It into Love“ е издаден през декември 1988 година. Той достига номер едно в Япония. Този сингъл не е издаден в Австралия, Великобритания и други страни.

## Списък с песните

### Оригинален траклист
1. „I Should Be So Lucky“ – 3:28
2. „The Loco-Motion“ – 3:17
3. „Je Ne Sais Pas Pourquoi“ – 4:03
4. „It's No Secret“ – 4:01
5. „Got to Be Certain“ – 3:21
6. „Turn It into Love“ – 3:39
7. „I Miss You“ – 3:18
8. „I'll Still Be Loving You“ – 3:52
9. „Look My Way“ – 3:39
10. „Love at First Sight“ – 3:11

### Страна C
1. „I Should Be So Lucky“ (удължен mix) – 6:03
2. „The Loco-Motion“ (Kohaku Mix) – 5:55

### Страна D
1. „I Still Love You (Je ne sais pas pourquoi)“ (Moi Non Plus Mix) – 5:51
2. „Got to Be Certain“ (разширено) – 6:34
3. „Made in Heaven“ (Maid in Australia Mix) – 6:16

### VHS издание
1. „I Should Be So Lucky“ (видеоклип) – 3:35
2. „Got to Be Certain“ (видеоклип) – 3:17
3. „The Loco-Motion“ (видеоклип) – 3:17
4. „Je Ne Sais Pas Pourquoi“ (видеоклип) – 4:25
5. „It's No Secret“ (видеоклип) – 4:58
6. „Made in Heaven“ (видеоклип) – 3:40

### Kylie's Remixes
1. „I Should Be So Lucky“ (The Bicentennial Remix) – 6:12
2. „Got to Be Certain“ (The Extra Beat Boys Remix)	– 6:52
3. „The Loco-Motion“ (The Sankie Remix) – 6:36
4. „Je Ne Sais Pas Pourquoi“ (Moi Non Plus Mix) – 5:55
5. „Turn It into Love“ – 3:37
6. „It's No Secret“ (разширена версия)	– 5:49
7. „Je Ne Sais Pas Pourquoi“ (The Revolutionary Mix) – 7:16
8. „I Should Be So Lucky“ (New Remix) – 5:33
9. „Made in Heaven“ (Made in England Mix) – 6:19

### 2012 японско преиздание
1. „Made in Heaven“ – 3:33
2. „Getting Closer“ (Extended OZ Mix) – 4:10
3. „I Should Be So Lucky“ (The Bicentennial Mix) – 6:11
4. „Got to Be Certain“ (продължено) – 6:35
5. „The Loco-Motion“ (The Kohaku Mix) – 5:59
6. „It's No Secret“ (продължено) – 5:47
7. „Je Ne Sais Pas Pourquoi“ (The Revolutionary Mix) – 7:14

### 2015 преиздание делукс версия (Диск 1)
1. „Made in Heaven“ – 3:33
2. „Locomotion“ – 3:16
3. „I Should Be So Lucky“ (разширена версия) – 6:06
4. „Got to Be Certain“ (продължено) – 6:35
5. „The Loco-Motion“ (The Kohaku Mix) – 5:59
6. „Je Ne Sais Pas Pourquoi“ (Moi Non Plus Mix) – 5:53
7. „It's No Secret“ (продължено) – 5:47
8. „Made In Heaven“ (Maid In England Mix) – 6:17

### 2015 преиздание делукс версия (Диск 2)
1. „Locomotion“ (Chugga Motion Mix) – 7:37
2. „Getting Closer“ (Extended Oz Mix) – 4:11
3. „I Should Be So Lucky“ (The Bicentennial Mix) – 6:11
4. „Got To Be Certain“ (Extra Beat Boys Remix) – 6:51
5. „The Loco-Motion“ (The Sankie Remix) – 6:37
6. „Je Ne Sais Pas Pourquoi“ (The Revolutionary Mix) – 7:15
7. „Made In Heaven“ (Original 12" Mix) – 7:10
8. „I Should Be So Lucky“ (12" Remix) – 5:31
9. „The Loco-Motion“ (12" Master) – 9:12
10. „Glad To Be Alive“ – 3:41
11. „Getting Closer“ (UK Mix) 4:02
12. „Made In Heaven“ (Heaven Scent Mix) – 4:45
13. „The Loco-Motion“ (The Oz Tour Mix) 5:40

### 2015 преиздание делукс версия (Диск 3)
1. „I Should Be So Lucky“ (видеоклип)
2. „Got to Be Certain“ (видеоклип)
3. „The Loco-Motion“ (видеоклип)
4. „Je Ne Sais Pas Pourquoi“ (видеоклип)
5. „It's No Secret“ (видеоклип)
6. „Made in Heaven“ (видеоклип)
7. „Locomotion“ (австралийска версия, част от секцията с бонус кадри)
8. „I Should Be So Lucky“ (алтернативна версия, част от секцията с бонус кадри)
9. „Got to Be Certain“ (оригинална версия, част от секцията с бонус кадри)
10. „Got to Be Certain“ (само местоположение, част от секцията с бонус кадри)
11. „Интервюта и зад кадър“ (част от секцията с бонус кадри)
12. „The Loco-Motion“ (на живо от Top of the Pops)
13. „Je Ne Sais Pas Pourquoi“ (на живо от Top of the Pops)

## Екип
- Кайли Миноуг – вокал, беквокали
- Dee Lewis – беквокали
- Mae McKenna – беквокали
- Suzanne Rhatigan – беквокали
- Matt Aitken – продуцент, аранжимент, кейборд, китара
- Mike Stock – продуцент, аранжимент, беквокали, кейборд
- Pete Waterman – продуцент, аранжимент
- George DeAngelis – кейборд
- Neil Palmer – кейборд
- A. Linn – барабани
- Jason Barron – engineer
- Peter Day – engineer
- Stewart Day – engineer
- Karen Hewitt – engineer
- Jonathan King – engineer
- Mark McGuire – engineer
- Yoyo – engineer
- Peter Hammond – микс
- Jay Willis – mastering
- Lawrence Lawry – фотосесия
- David Howells – облекло
- Lino Carbosiero – коса